# رودني سلاتر
رودني سلاتر (بالإنجليزية: Rodney Slater)‏ هو عازف ساكسفون بريطاني، ولد في 8 نوفمبر 1944.

## وصلات خارجية
- رودني سلاتر على موقع ميوزك برينز (الإنجليزية)